# ウケユリ

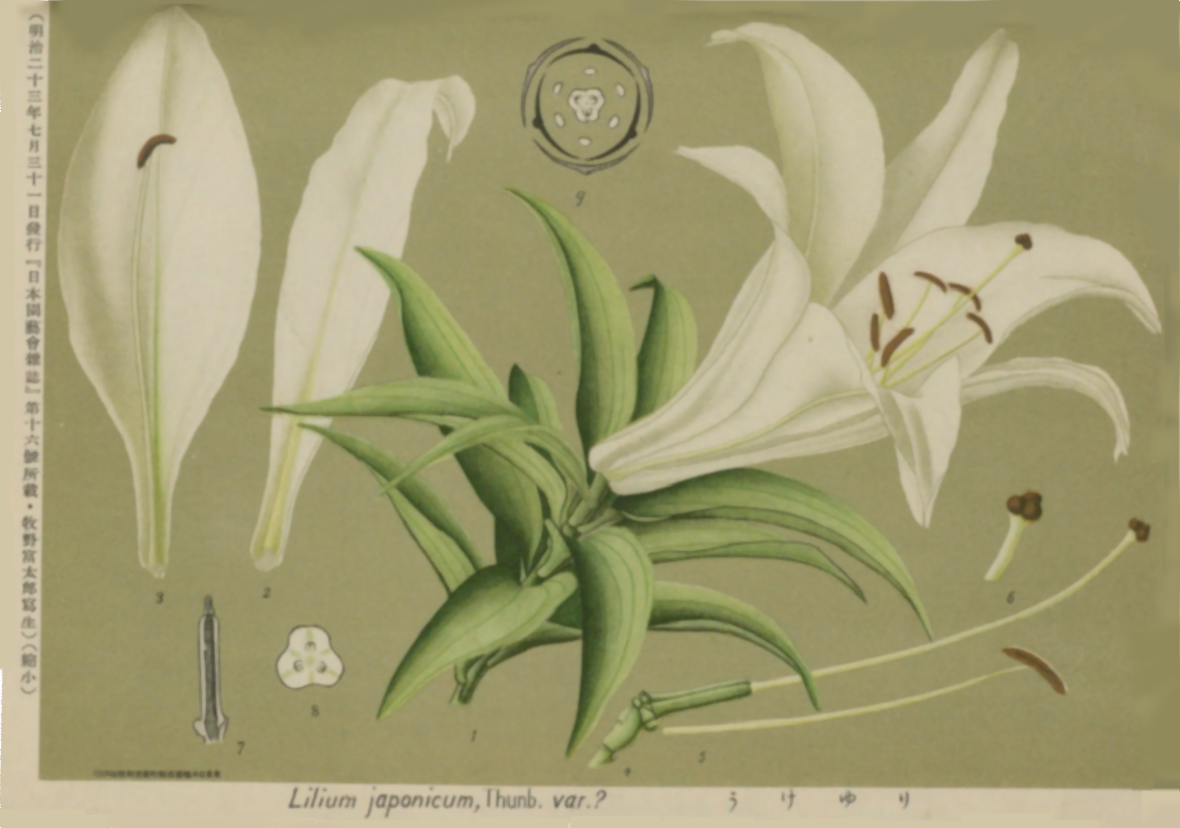
牧野富太郎の写生したウケユリの図

ウケユリ（請百合、学名: Lilium ukeyuri）は、ユリ科ユリ属の落葉性多年草。
鹿児島県奄美大島南西部および奄美群島中の請島、加計呂麻島、与路島、徳之島に自生する。別表記として、受百合、承百合。
また、商品名として雅味を加えたタマウケユリ（玉請百合、玉受百合）という名前でも呼ばれた。

## 生態
明るい林内や岩場に生える。
鱗茎は径4-5cmの雪白卵形。鱗茎から伸びる茎は直立して細く、ふつう緑色だが、下部が紫に染まることもある。岩場では、岩の隙間に根を張り、水平に近い角度で茎が伸びる。茎の長さは、最大で1m内外に達す。
茎には笹の葉に似た披針形から広披針形の長さ15-18cmの細長い葉が付き、茎頂に1-2輪の白く大型で香りの強い花が咲く。
花は横向きから斜め上方に向かって開き、基部は漏斗型で淡緑色を帯びる。花粉は赤褐色。原生地では5月下旬から6月頃に花が咲き、その後、長楕円形で長さ5 cmほどの蒴果(さくか)ができる。

## 略歴
1804年に書かれた「成形図説」で、承百合として紹介され、名前の由来として上方に受ける形で咲くからという説と、請島の古名の浮野（うけの）の地に多く自生し、浮野（うけの）のものが最も香り高いので浮野百合（うきのゆり）、略してウケユリとなったという説が記述されている。現在では地名説をとり、島の行政名に合わせて「請百合」と書かれる。
明治に入ると、日本産百合の輸出が盛んになり、貿易港近くで各地の百合が栽培されるようになる。
1884年に万国園芸博覧会に出品されるが、開花に至らず注目は得られなかった。
1890年に牧野富太郎が横浜植木会社の栽培種を写生した絵は、その後の多くの百合図譜の図版で用いられることになる。
1893年に、イギリスに"Uke-yuri"の名前で輸出され、ヴィーチ商会とアルフレッド・ウォレスによって栽培され、チジック（Chiswick）における王立園芸協会（Royal Horticultural Society、略称：RHS）のフラワーショーに出品されて、最高賞であるFCC（First Class Certificate）を獲得した。
学名について、ヴィーチとウォレスはそれぞれ、 日本名をとった "L.Ukeyuri Veitch"と女王名をとった"L. Alexandrae Wallae"として同じ雑誌に発表したが、キュー植物園のベイカー(Baker)は、葉形や葯の特徴からササユリの変種として"L. japonicum var. Alexandrae Baker"と名付けた。その後、ササユリの学名変更や、1925年には花形の特徴からテッポウユリの変種として別の学名がつけられたりしたため、多くの別名が存在する。
ヤマユリとテッポウユリの雑種ではないかという意見もあったが、1949年の熊澤正夫と木村資生の核型研究では、他種との雑種性は見られなかった。
1979年には、他種との交配によって、日本産百合を親とした交雑種であるオリエンタル・ハイブリッドの品種改良に成功している。

## 保護
近年では、自生地での道路工事や園芸採取のために、野生の個体は数を減らしており、IUCNと環境省のレッドリストにおいて「絶滅危惧IA類（CR）」に分類されている。また、鹿児島県レッドデータブックでも「絶滅危惧Ⅰ類」とされている。そのため鹿児島県では、鹿児島県指定希少野生動植物として県条例に基づいて保護されている。
絶滅危惧IA類 (CR)（環境省レッドリスト）

請島のウケユリ自生地は2008年4月22日より鹿児島県の天然記念物に指定されている。